# Dyckia milagrensis
Dyckia milagrensis är en gräsväxtart som beskrevs av Elton Martinez Carvalho Leme. Dyckia milagrensis ingår i släktet Dyckia och familjen Bromeliaceae. Inga underarter finns listade i Catalogue of Life.